# Exploration de l'Australie par les Européens
 (décembre 2023).
Si vous disposez d'ouvrages ou d'articles de référence ou si vous connaissez des sites web de qualité traitant du thème abordé ici, merci de compléter l'article en donnant les références utiles à sa vérifiabilité et en les liant à la section « Notes et références ».
L'exploration de l'Australie par les Européens se fit progressivement, en plusieurs vagues d'expéditions terrestres et maritimes. On croit souvent que l'Australie a été découverte par le lieutenant de la Royal Navy James Cook en 1770, mais il n'est en fait qu'un explorateur parmi beaucoup d'autres qui avaient découvert le continent et l'avaient abordé bien avant, et même 170 ans auparavant pour le premier d'entre eux, Cristóvão de Mendonça. Pour autant, l'exploration de l'Australie ne se termine pas avec James Cook : après l'installation de la première colonie, il faudra plus d'un siècle pour que l'ensemble du continent soit connu des Européens.

## L'approche européenne

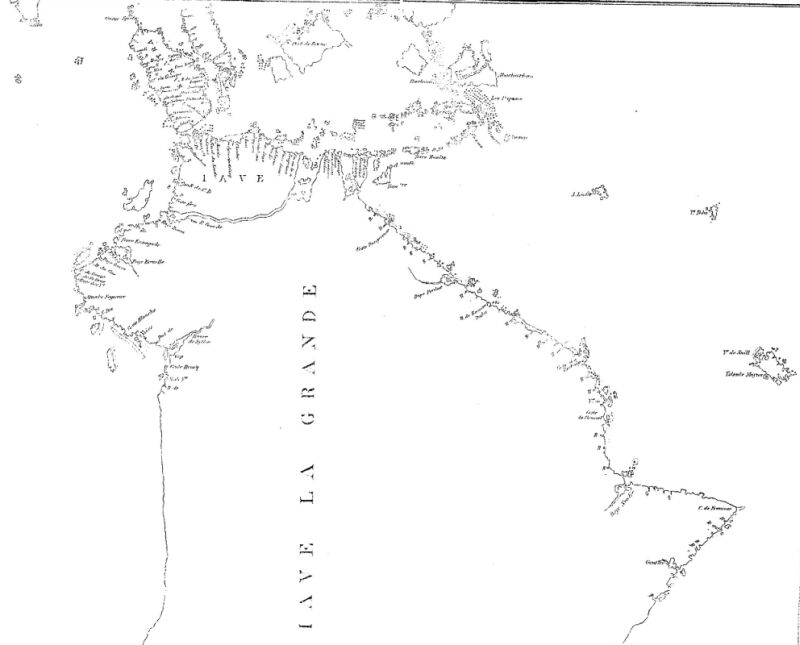
Représentation de la Grande Jave au XVIe siècle.

Le premier Européen à visiter l'Australie est l’explorateur portugais Cristóvão de Mendonça en 1522[réf. nécessaire]. Les cartes marines et portulans du XVIe siècle de l'école de cartographie de Dieppe représentent l'Australie sous le nom de La Grande Jave. Les navigateurs portugais collaboraient avec les cartographes de cette célèbre école. Nicolas Vallard, Jean Rotz, Pierre Desceliers, Nicolas Desliens et d'autres cartographes français représentèrent ainsi les contours exacts de l'Australie dès le milieu du XVIe siècle.

En 1570, Abraham Ortelius réalise une mappemonde montrant les contours septentrionaux de l'Australie sous le nom de Terra Australis. À cette époque, l'hypothèse d'un continent austral unique reliant l'Australie et l'Antarctique était de mise. 

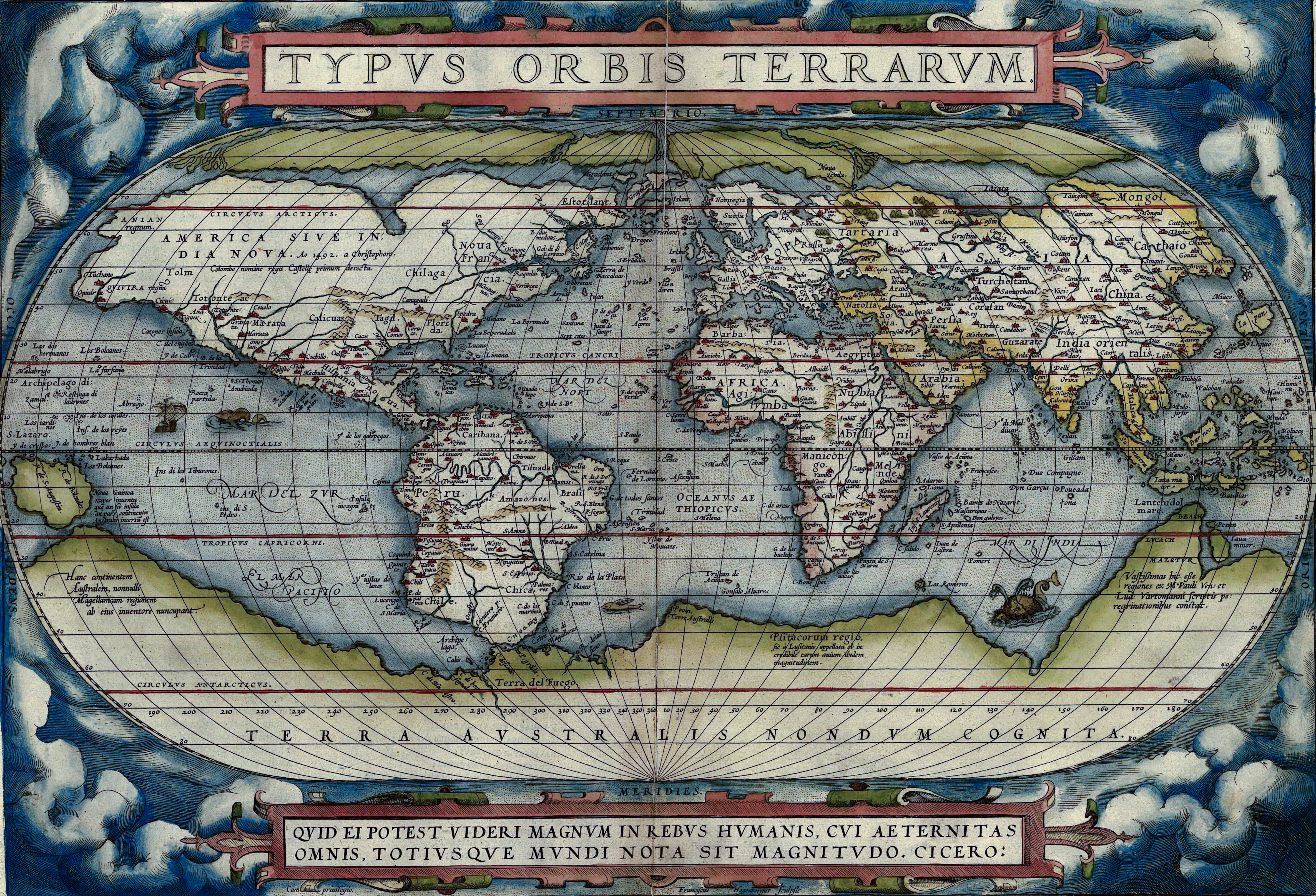
Représentation du continent austral sur la mappemonde d'Abraham Ortelius réalisée en 1570.

Dès le début du XVIIe siècle, d'autres navigateurs vont se succéder. Il est très possible que l'Espagnol Luis Váez de Torres ait vu l'Australie quand il a navigué dans le détroit de Torres en 1605, détroit qui porte son nom. La première observation et pose du pied incontestée sur le sol australien  par un européen a été faite en 1606, par le navigateur néerlandais Willem Janszoon à bord du Duyfken.
Certaines hypothèses ont été faites en faveur de passages antérieurs, en particulier lors de diverses explorations portugaises. Les preuves avancées en faveur de cette théorie, en particulier par Kenneth McIntyre comprennent des peintures rupestres de ce qui semble être le type de navires utilisés par les Portugais, le Mahogany Ship, une caravelle portugaise qui aurait coulé au sud de l'actuel Victoria, les clefs de Geelong découvertes en 1845 à Corio Bay, des pièces de monnaie trouvées sur la côte de Victoria, et les cartes de Dieppe. Toutefois, cette question suscite toujours un très vif débat, et la découverte portugaise est loin d'être une certitude historique. 
Au XIIIe siècle, Marco Polo cite des rapports de l'existence d'une grande masse terrestre au sud de l'Asie, mais il ne l'a pas vue lui-même.

## Néerlandais auXVIIesiècle

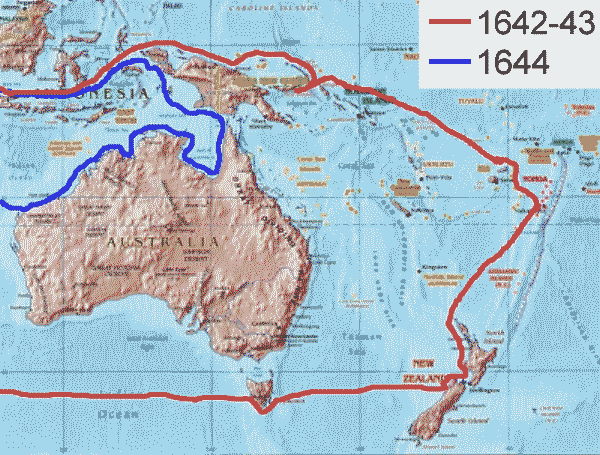
Tracé des voyages d'Abel Tasman.

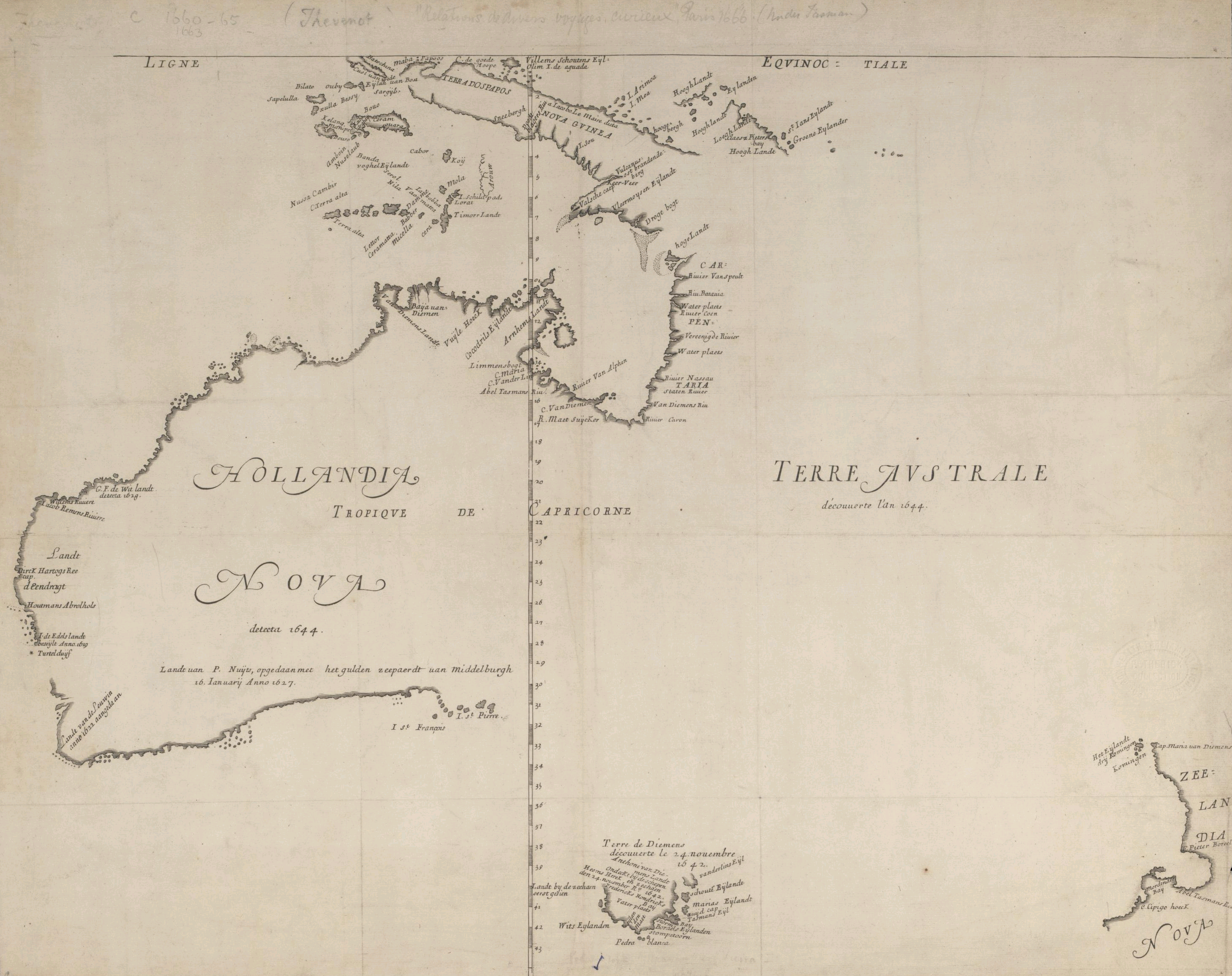
Hollandia Nova, 1659, carte dessinée par Joan Blaeu.

L'exploration de l'Australie dans les années 1600 a été faite surtout par les néerlandais. La Compagnie néerlandaise des Indes orientales commerçait énormément  avec les îles qui font maintenant partie de l'Indonésie et, par conséquent, sont très proches de l'Australie. Parmi ces explorateurs néerlandais, on peut citer Dirk Hartog, qui a débarqué sur la côte occidentale australienne, en laissant derrière lui une assiette d'étain gravée avec la date de son passage, ou Abel Tasman, qui a donné son nom à la Tasmanie – on l'avait appelée à l'origine la Terre de Van Diemen du nom d'un haut responsable de la Compagnie néerlandaise des Indes orientales. Les cartes de cette période et du début du XVIIIe siècle ont souvent donné à l'Australie le nom de « Nouvelle-Hollande » en raison des voyages de ces explorateurs néerlandais.
| Quand     | Qui                  | Navire(s)                      | Où                                                       |
| --------- | -------------------- | ------------------------------ | -------------------------------------------------------- |
| 1606      | Willem Janszoon      | Duyfken                        | Golfe de Carpentarie, Péninsule du cap York (Queensland) |
| 1615      | Willem Schouten      |                                | ?                                                        |
| 1616      | Dirk Hartog          | Eendracht                      | Baie Shark, Australie-Occidentale                        |
| 1619      | Frederick de Houtman |                                | Vu la région de Perth, Australie-Occidentale             |
| 1623      | Jan Carstensz        | Pera and Arnhem                | Golfe de Carpentarie, Carpentier River                   |
| 1627      | François Thijssen    | Gulden Zeepaerdt               | 1800 km de la côte Sud (de Cap Leeuwin à Ceduna)         |
| 1642-1643 | Abel Tasman          | Heemskerck et Zeehaen          | Terre de Van Diemen appelée ensuite Tasmanie             |
| 1696-1697 | Willem de Vlamingh   | Geelvink, Nyptangh et Wezeltje | Île Rottnest, Swan, île Dirk Hartog                      |

Un capitaine néerlandais de cette époque, qui n'était pas à proprement parler un explorateur, mérite tout de même d'être cité : François Pelsaert, capitaine du Batavia qui fit naufrage au large des côtes de l'Australie-Occidentale en 1629.
La carte de droite de Joan Blaeu de 1659 repose sur les nombreuses explorations néerlandaises de la première moitié du XVIIe siècle et montre clairement un plan reconnaissable de l'Australie.

## XVIIIesiècle

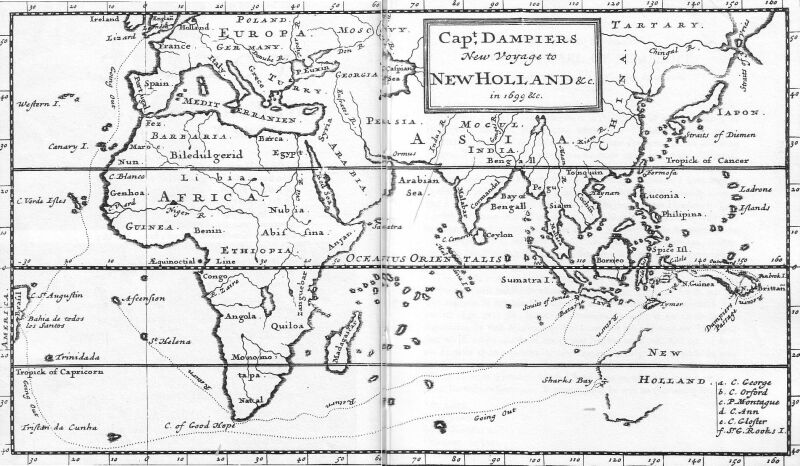
Carte du voyage de William Dampier.

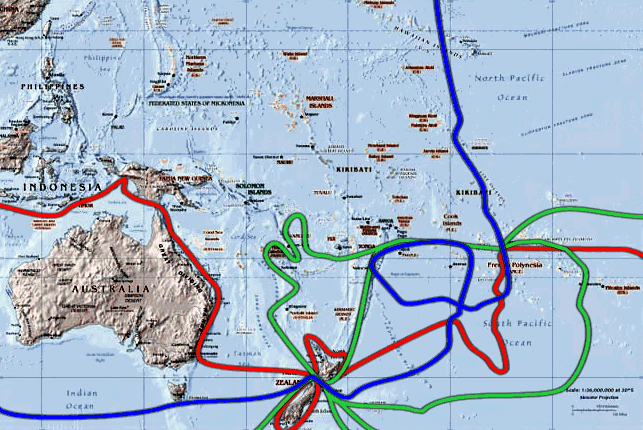
Le premier voyage de James Cook est repéré en rouge.

Tout au long du XVIIIe siècle, la connaissance des contours de l'Australie va s'améliorer grâce à de nombreux explorateurs comme William Dampier.
En 1772, Louis Aleno de Saint-Aloüarn à bord de son vaisseau Le Gros ventre, aborde à l'île Dirk Hartog. Il en prend possession au nom du roi de France Louis XV.

## 1770: l'expédition de Cook
En 1768, le lieutenant britannique James Cook fut envoyé en expédition depuis l'Angleterre dans l'océan Pacifique pour observer le transit de Vénus depuis Tahiti. Il voyagea vers l'ouest avec son navire l'Endeavour, passa par le cap Horn et arriva à Tahiti en 1769. Sur le chemin du retour, il continua à explorer le Pacifique Sud, à la recherche d'un continent dénommé « Terra Australis ». Il atteignit tout d'abord la Nouvelle-Zélande, puis navigua encore vers l'ouest et aperçut le sud-est de l'Australie, le 20 avril 1770. C'était la première expédition documentée européenne à atteindre l'Australie par la côte est. Il remonta vers le nord en longeant la côte est, cartographiant et reportant de nombreux renseignements pratiques en cours de route. Il identifia Botany Bay comme un bon  port et un endroit susceptible de convenir pour un point de peuplement et c'est là qu'il  fit son premier débarquement sur le sol australien le 29 avril. Continuant sa route vers le nord le long de la côte, l’Endeavour s'échoua par la suite sur des hauts-fonds de la grande barrière de corail (près de l'actuel site de Cooktown où il s'installa pour faire les réparations). Une fois le bateau réparé, le voyage reprit pour, finalement, atteindre le détroit de Torres et de là, Batavia, aux Indes orientales néerlandaises. L'expédition retourna enfin en Angleterre en passant par l'océan Indien et le cap de Bonne-Espérance.
L'expédition de Cook avait avec elle le botaniste Joseph Banks, à qui un grand nombre de sites géographiques australiens et au moins un genre de plantes doivent leur nom.
Son rapport sur ses découvertes le long de la côte australienne, en liaison avec la perte des  colonies pénitentiaires anglaises en Amérique après l'accession du pays à l'indépendance et l'inquiétude croissante que suscitait l'activité française dans le Pacifique a conduit plus tard à la fondation d'une colonie à Port Jackson en 1788.

## Dernières explorations maritimes

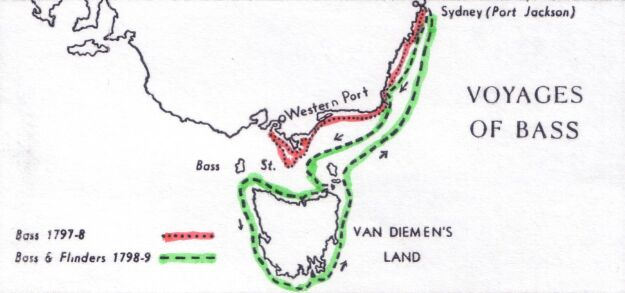
Carte des voyages de Bass,qui a donné son nom au détroit de Bass.

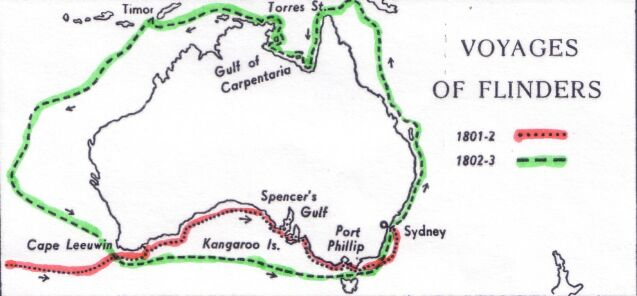
Carte des voyages de Matthew Flinders.

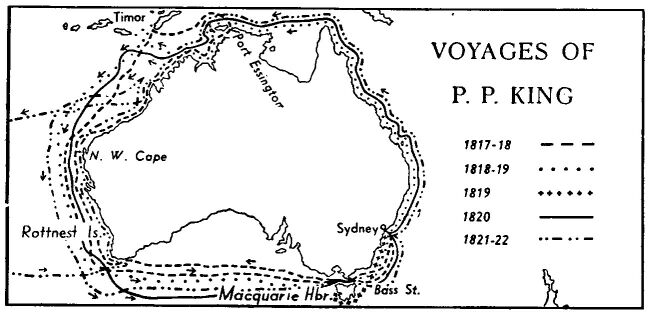
Carte des voyages de Phillip Parker King autour de l'Australie.

La cartographie des côtes australiennes s'est poursuivie tout au long du XIXe siècle. Matthew Flinders fut un des principaux explorateurs de cette époque et fut le premier à faire le tour du continent.
| Quand     | Qui                                                                      | Navire(s)                      | Où                                                           |
| --------- | ------------------------------------------------------------------------ | ------------------------------ | ------------------------------------------------------------ |
| 1773      | Tobias Furneaux                                                          | Adventure                      | Côtes est et sud de la Tasmanie                              |
| 1776      | James Cook                                                               | Resolution                     | Sud de la Tasmanie                                           |
| 1788      | La Pérouse                                                               | Astrolabe et Boussole          | Région de Sydney; rencontre avec la First Fleet à Botany Bay |
| 1796      | Matthew Flinders                                                         | Tom Thumb                      | Région autour de Sydney                                      |
| 1798      | Matthew Flinders et George Bass                                          | Norfolk                        | Tour de la Tasmanie                                          |
| 1801-1802 | Nicolas Baudin, accompagné par Thomas Vasse et de nombreux naturalistes. | Le Géographe et Le Naturaliste | Côtes Est; rencontre Flinders à Encounter Bay                |
| 1801      | John Murray                                                              | Lady Nelson                    | Détroit de Bass; découverte de Port Phillip                  |
| 1802      | Matthew Flinders                                                         | Investigator                   | Tour de l'Australie                                          |
| 1817      | Phillip Parker King accompagné par Frederick Bedwell                     | Mermaid                        | Tour de l'Australie; cartographie des côtes nord-ouest       |

## Découverte de l'intérieur du pays

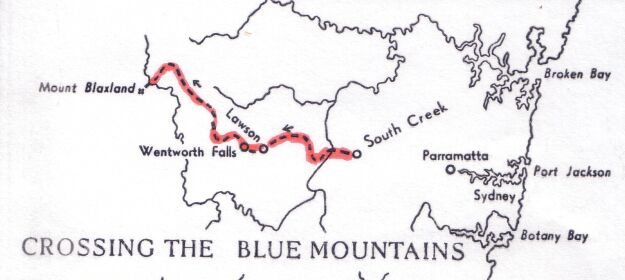
L'expédition de Gregory Blaxland à travers les Montagnes Bleues.

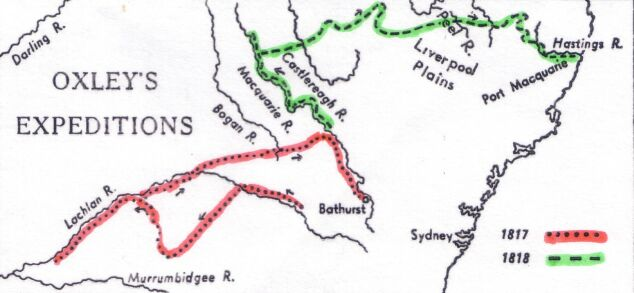
Les expéditions de John Oxley.

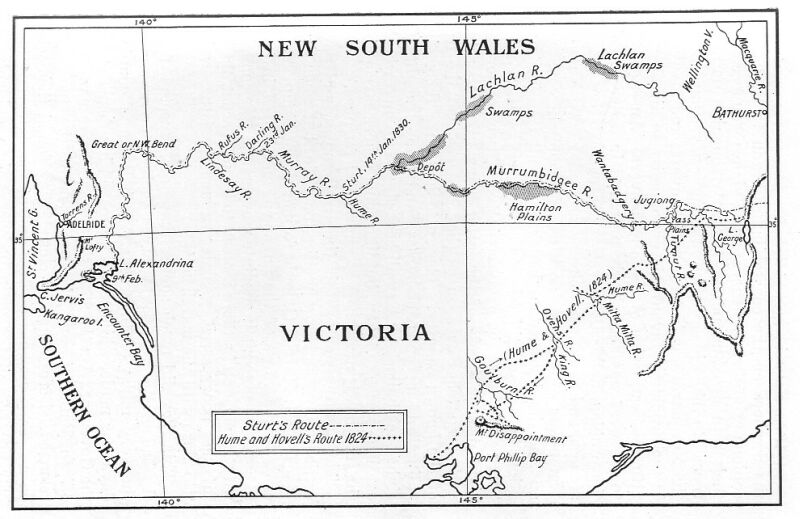
Le trajet des expéditions de Sturt, Hume et Hovell.

La découverte de l'intérieur du pays par les colons européens s'est faite peu à peu tout au long de la période coloniale et un certain nombre de ces explorateurs sont très connus à l'heure actuelle. Burke et Wills sont les plus connus pour leur tentative de traverser l'intérieur de l'Australie, mais des hommes comme Hamilton Hume et Charles Sturt sont également célèbres - ne serait-ce que par les principaux sites géographiques, repères et institutions auxquels ils ont donné leur nom. 
Pendant de nombreuses années, les plans d'expansion vers l'ouest de Sydney ont été contrariés par la cordillère australienne, une grande chaîne de montagnes qui longe la côte du Queensland et de la Nouvelle-Galles du Sud. La partie de la chaîne située près de Sydney est appelée les Montagnes Bleues. Le gouverneur Philip Gidley King avait déclaré qu'elles étaient infranchissables mais, malgré cela, Gregory Blaxland réussit à les traverser en 1813. Il était accompagné de William Lawson, William Wentworth et quatre autres fonctionnaires. Ce voyage a ouvert la voie à de nombreuses petites expéditions qui ont été menées dans les années suivantes. 
En 1824, le gouverneur Thomas Brisbane demanda à Hamilton Hume et William Hovell de se rendre de la Hume station (proche de l'actuelle Canberra), au golfe Spencer (à l'ouest de l'actuelle Adélaïde). Toutefois, ils furent tenus de payer leurs propres dépenses. Hume et Hovell décidèrent que Western Port était un objectif plus réaliste et ils sont partis avec un groupe de six hommes. Après la découverte et la traversée de la Murrumbidgee et du Murray, ils finirent par atteindre un site situé près de l'actuelle ville de Geelong, un peu à l'ouest de leur destination.
Entre 1829 et 1830, Charles Sturt effectua l'expédition que Hume et Hovell avaient refusé de faire: un voyage jusqu'à l'embouchure du Murray. Ils suivirent la Murrumbidgee jusqu'à son confluent avec le Murray et découvrirent la confluence du Murray et de la Darling avant de poursuivre jusqu'à l'embouchure du Murray. La découverte que des cours d'eau comme la Darling, la Macquarie, le Murray et la Murrumbidgee coulaient vers l'ouest a conduit de nombreuses personnes à croire qu'une mer se trouvait à l'intérieur de l'Australie. La recherche de cette mer intérieure a servi de motif pour de nombreuses expéditions organisées à l'ouest de la cordillère australienne. Cette recherche a demandé à de nombreux explorateurs beaucoup d'endurance et de hardiesse. L'expédition de Charles Sturt a expliqué le mystère. Il a également permis le peuplement de l'Australie-Méridionale. 
Thomas Mitchell, l'arpenteur général de la Nouvelle-Galles du Sud, a fait une importante découverte en 1836. Il a mené une expédition le long de la rivière Lachlan, jusqu'au fleuve Murray. Il s'est ensuite dirigé vers la côte sud, cartographiant ce qui est maintenant l'ouest du Victoria. Là, il a découvert les plus riches pâturages jamais vus en Australie. Il a été anobli pour cette découverte en 1837. Quand il atteignit la côte à  Portland Bay, il eut la surprise d'y trouver une petite colonie. Elle avait été créée par la famille Henty, qui avait traversé le détroit de Bass depuis la Tasmanie en 1834 sans en informer les autorités.

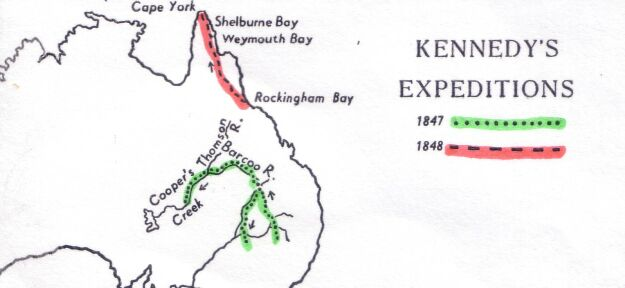
Les expéditions d'Edmund Kennedy à l'intérieur du Queensland.

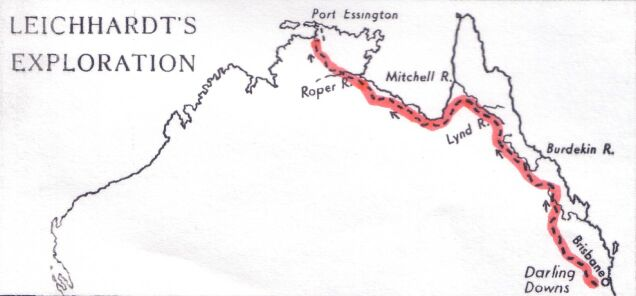
L'expédition de Ludwig Leichhardt.

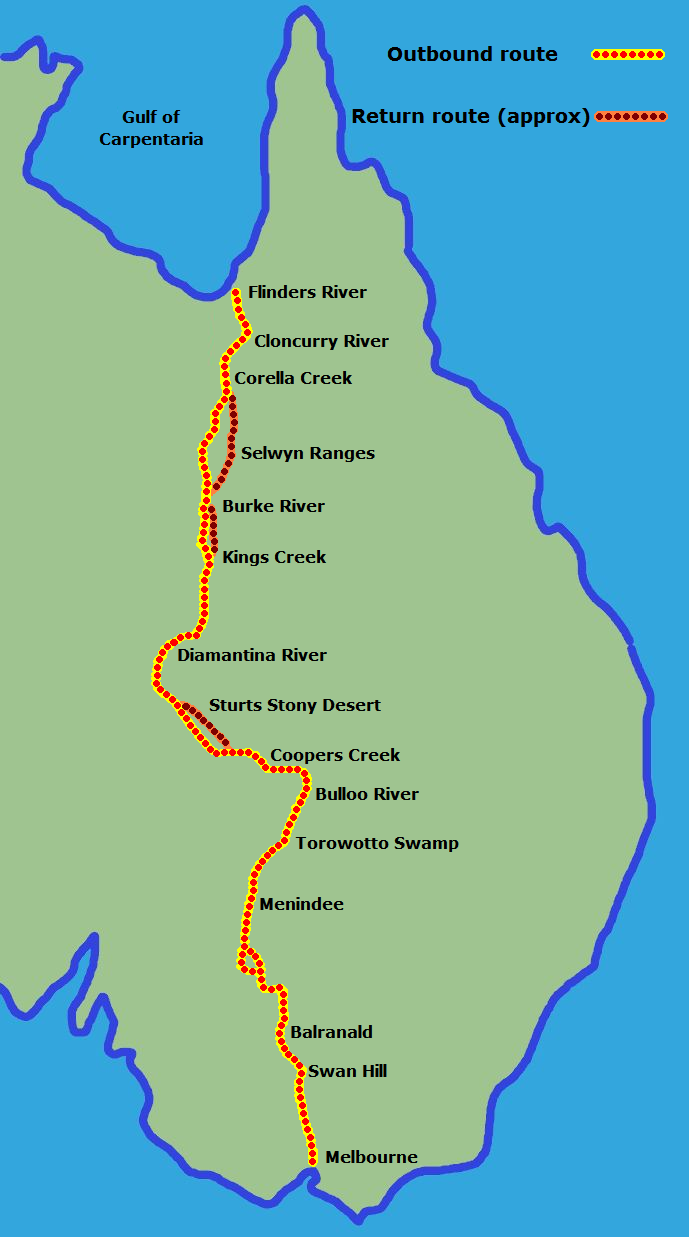
La tristement célèbre expédition de Burke et Wills.

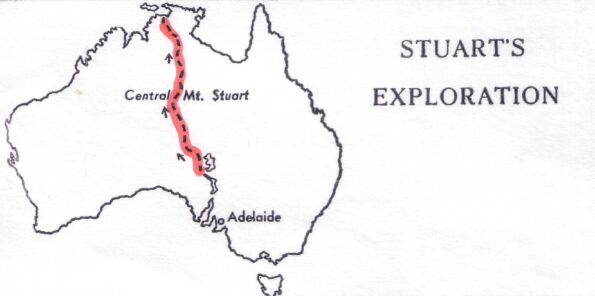
John McDouall Stuart fut le premier européen à réussir la traversée de l'Australie du sud au nord.

Les plus célèbres explorateurs australiens restent Robert O'Hara Burke et William Wills qui en 1860-1861 ont mené une expédition de Melbourne jusqu'au golfe de Carpentarie. En raison d'une regrettable série de malchances, d'erreurs et d'un mauvais commandement, Burke et Wills sont morts tous les deux sur le chemin du retour.
Expéditions (par ordre chronologique):
| Quand     | Qui                                                                   | Où |
| --------- | --------------------------------------------------------------------- | --- |
| 1804      | William Paterson                                                      | George Town, Tamar River, North Esk River (Tasmanie) |
| 1813      | Blaxland, Wentworth et Lawson                                         | Depuis Sydney, à travers la cordillère australienne (par les Montagnes Bleues) première arrivée dans l'intérieur de la Nouvelle-Galles du Sud                                       |
| 1817-1818 | John Oxley                                                            | Intérieur de la Nouvelle-Galles du Sud; découverte des rivières Lachlan et Macquarie                                                                                                |
| 1824      | Expédition d'Hume et Hovell                                           | Sydney à Geelong; découverte du Murray |
| 1828      | Charles Sturt et Hamilton Hume                                        | Région de la Macquarie; découverte de la Darling |
| 1829      | Charles Sturt                                                         | Descente de la Murrumbidgee; découverte et baptême du Murray, découverte que les rivières du versant ouest de la cordillère australienne se jetaient dans le bassin Murray-Darling. |
| 1830      | John Molloy                                                           | Blackwood River, Australie-Occidentale |
| 1830-1834 | Alfred et John Bussell                                                | Blackwood et Vasse River, Australie-Occidentale |
| 1831      | Robert Dale et George Fletcher Moore                                  | Avon en Australie-Occidentale |
| 1831      | Collet Barker                                                         | Mont Lofty et embouchure du Murray |
| 1834      | Frederick Ludlow                                                      | D'Augusta à Perth; découverte de la Capel River |
| 1834-1836 | George Fletcher Moore                                                 | Découvre que l'Avon et la Swanne forment qu'un; découverte des pâturages de la Moore River                                                                                          |
| 1839-1841 | Edward John Eyre                                                      | La chaîne de Flinders et la plaine de Nullarbor |
| 1840      | Paweł Edmund Strzelecki                                               | Grimpe et nomme le mont Kosciuszko, Nouvelle-Galles du Sud |
| 1840      | Patrick Leslie                                                        | Condamine River, Nouvelle-Galles du Sud |
| 1840-1842 | Clement Hodgkinson                                                    | Nord-est de la Nouvelle-Galles du Sud, depuis Port Macquarie à la baie Moreton |
| 1844      | Charles Sturt                                                         | Nord-ouest de la Nouvelle-Galles du Sud et nord-est de l'Australie-Méridionale; découvre et nomme le désert de Simpson                                                              |
| 1847      | Anthony O'Grady Lefroy et Alfred Durlacher                            | Gingin, Australie-Occidentale |
| 1854      | Robert Austin, Kenneth Brown                                          | Geraldton, Mount Magnet, Murchinson River (Australie-Occidentale |
| 1858-1860 | John McDouall Stuart                                                  | Nord-ouest de l'Australie-Méridionale; découverte des points d'eau utilisés par les expéditions suivantes; découvre et nomme la Finke River, les monts MacDonnell, Tennant Creek    |
| 1860      | Expédition de Burke et Wills; Robert O'Hara Burke, William John Wills | Melbourne au golfe de Carpentarie (traversée de l'Australie du sud au nord); confirmation d'une absence de mer intérieure                                                           |
| 1897      | Frank Hann                                                            | Pilbara; nomme le Lac Disappointment |

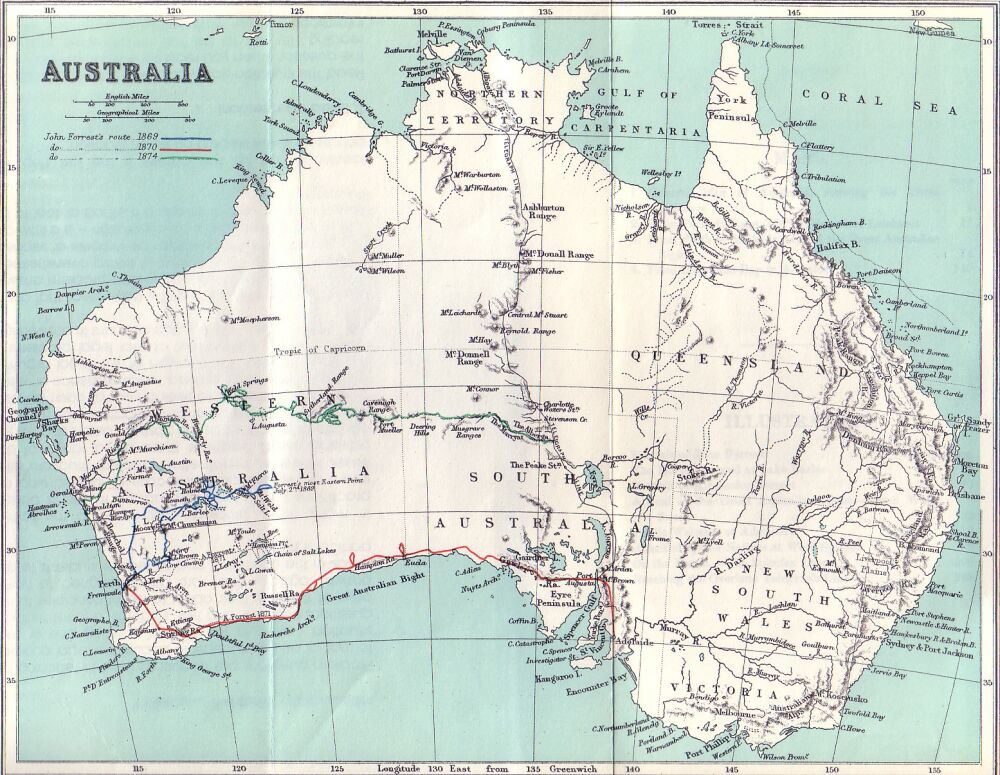
Carte des expéditions de John Forrest.

Autres explorateurs du pays (par ordre alphabétique):
- Collet Barker
- John Baxter
- Francis Cadell
- David Carnegie
- Robert Dale
- George Evans
- Edward John Eyre
- Alexander Forrest
- John Forrest
- Alfred Gibson
- Ernest Giles
- William Gosse
- George Goyder
- Augustus Charles Gregory
- George Edward Grey
- John Ainsworth Horrocks
- Frank Hann
- William Hovell
- Edmund Kennedy
- William Landsborough
- William Lawson
- Ludwig Leichhardt
- Patrick Leslie
- Thomas Livingstone Mitchell
- William Paterson
- Charles Sturt
- Watkin Tench
- William Tietkins
- Frederick Walker
- Peter Warburton